# Elżbieta de Massy
Elżbieta de Massy, urodzona Grimaldi, primo voto baronowa Taubert Natta, secundo voto Costello (Elizabeth Ann de Massy, ur. 13 stycznia 1947 w Monako, zm. 10 czerwca 2020 tamże) – potomkini monakijskiej rodziny książęcej, córka Aleksandra Noghes i Antoinette, baronowej Massy; cioteczna siostra Alberta II, księcia Monako; do kwietnia 2005 zajmowała czternaste miejsce w linii sukcesji monakijskiego tronu. Prezydent Monakijskiej Federacji Tenisowej.

## Powiązania rodzinne i edukacja
Elżbieta urodziła się 13 stycznia 1947 roku w Monako.
Jej rodzicami są Alexandre Noghes, monakijski tenisista i Antoinette, baronowa Massy, monakijska księżniczka z dynastii Grimaldich.
Jej dziadkami są ze strony ojca Anthony Noghes, rajdowiec, uczestnik Grand Prix Monako Formuły 1 i jego żona, Maria Markellos-Petsalis; natomiast ze strony matki Pierre, książę Valentinos, pochodzący z francuskiego rodu hrabiów de Polignac i Charlotte, księżna Valentinois, wieloletnia następczyni monakijskiego tronu.
Ma dwoje młodszego rodzeństwa, brata Krystiana i siostrę Krystynę i przyrodniego brata Lionela Noghes (ur. 1946) z innego związku swojego ojca.

### Dzieci chrzestne
- księżniczka Stefania z Monako (ur. 1965), córka księcia Rainiera III i księżnej Grace

## Osoba związana z rodziną książęcą
Elżbieta nie była członkinią monakijskiej rodziny książęcej, ale często bierze udział w oficjalnych wystąpieniach, reprezentując swojego ciotecznego brata, księcia Alberta II. Regularnie uczestniczy w publicznych świętach w księstwie, obchodach Narodowego Dnia Monako i wydarzeniach sportowych, głównie turniejach tenisowych.
Urodziła się jako dziecko nieślubne, więc nie przysługiwało jej miejsce w linii sukcesji monakijskiego tronu. Uzyskała je z dniem 4 grudnia 1951, kiedy jej rodzice wstąpili w dynastyczny związek małżeński. Elżbieta została wpisana na listę na trzeciej pozycji, za swoją matką i bratem Krystianem, a przed siostrą Krystyną. W dniu ślubu jej matka otrzymała od księcia Rainiera III niedziedziczny tytuł baronowej Massy i Elżbieta przyjęła nazwisko de Massy, pod którym jest obecnie znana.
Baronowa Massy była wówczas następczynią tronu. Jej panujący brat, książę Rainier III, był kawalerem i nie miał dynastycznych potomków. Antoinette uważała, że to ona powinna zostać przywódczynią Monako, ponieważ była najstarsza z rodzeństwa i miała syna, który mógłby zapewnić sukcesję. W 1956 Rainier III poślubił Grace Kelly, a wkrótce narodziły się ich kolejne dzieci: księżniczka Karolina, książę Albert i księżniczka Stefania. To spowodowało, że potomkowie Antoinette przesunęli się na odległe miejsce w liście sukcesji, a wraz ze śmiercią księcia Rainiera (w 2005), zgodnie z obowiązującymi przepisami, zostali z tej listy wykreśleni.
W maju 1965 Elżbieta została matką chrzestną swojej wujecznej siostry, księżniczki Stefanii.
Była prezydentem Monakijskiej Federacji Tenisowej i zajmuje się między innymi organizacją prestiżowego turnieju pod patronatem ATP, Monte-Carlo Rolex Masters.
11 kwietnia 2015 uczestniczyła w obiedzie, wydanym w Pałacu Książęcym, który zorganizowano na cześć tenisisty Rogera Federera i jego żony, Miroslavy.
19 kwietnia razem z księciem Albertem nadali centralnemu kortowi tenisowemu Monte-Carlo Sporting Club imię księcia Rainiera III.

### Patronaty
- Była prezydentem Monakijskiej Federacji Tenisowej.
- Była prezydentem Monte-Carlo Country Club (2008–2020).
- Była prezydentem Międzynarodowego Festiwalu Psów.

## Życie prywatne
Małżeństwo
19 stycznia 1974 w Monako poślubiła Bernarda, barona Taubert Natta (ur. 2 lipca 1941 w Genewie). 3 czerwca tego samego roku urodził się syn pary, Jan Leonard, który jest ojcem Melchiora. Po kilku latach małżonkowie rozwiedli się. Bernard Taubert Natta zmarł 13 kwietnia 1989 w Genewie. 
18 października 1984 w Londynie drugim mężem Elżbiety został Mikołaj Władimir Costello de Lusignan (ur. 24 grudnia 1943 w Lees w Esseksie). Dokładnie trzy miesiące później, 18 stycznia 1985, na świat przyszła córka pary, Melania Antoinette. To małżeństwo również zakończyło się rozwodem.
Śmierć
11 czerwca podano do wiadomości, że Elżbieta de Massy zmarła wieczorem 10 czerwca w Centre Hospitalier Princesse Grace w Monaco-Ville.

## Genealogia

### Przodkowie
| Osoba                         | Rodzice                                                        | Dziadkowie                                                         | Pradziadkowie                        |
| Elżbieta de Massy (1947–2020) | Aleksander Noghes (1916–1999)                                  | Antoni Noghes (1890–1978)                                          | Aleksander Noghes                    |
| Elżbieta de Massy (1947–2020) | Aleksander Noghes (1916–1999)                                  | Antoni Noghes (1890–1978)                                          | nieznany                             |
| Elżbieta de Massy (1947–2020) | Aleksander Noghes (1916–1999)                                  | Maria Noghes z d. Markellos-Petsalis                               | nieznany Markellos-Petsalis          |
| Elżbieta de Massy (1947–2020) | Aleksander Noghes (1916–1999)                                  | Maria Noghes z d. Markellos-Petsalis                               | nieznany Markellos-Petsalis          |
| Elżbieta de Massy (1947–2020) | Antoinette, baronowa Massy z d. księżniczka Monako (1920–2011) | Pierre, książę Valentinois z d. hrabia Polignac (1895-1964)        | Maxence, hrabia Polignac (1857–1936) |
| Elżbieta de Massy (1947–2020) | Antoinette, baronowa Massy z d. księżniczka Monako (1920–2011) | Pierre, książę Valentinois z d. hrabia Polignac (1895-1964)        | Susana, hrabina Polignac (1858–1913) |
| Elżbieta de Massy (1947–2020) | Antoinette, baronowa Massy z d. księżniczka Monako (1920–2011) | Charlotte, księżna Valentinois z d. księżniczka Monako (1898–1977) | Ludwik II, książę Monako (1870–1949) |
| Elżbieta de Massy (1947–2020) | Antoinette, baronowa Massy z d. księżniczka Monako (1920–2011) | Charlotte, księżna Valentinois z d. księżniczka Monako (1898–1977) | Maria Louvet (1867–1930)             |

### Potomkowie
| Dzieci                           | Wnuki                             | Prawnuki |
| Jan, baron Taubert Natta (1974-) | Baron Melchior Taubert Natta (?-) |          |
| Melania Costello (1985-)         |                                   |          |